# Rohru
Rohru é uma cidade e uma nagar panchayat no distrito de Shimla, no estado indiano de Himachal Pradesh.

## Geografia
Rohru está localizada a 31° 13′ N, 77° 45′ L. Tem uma altitude média de 1694 metros (5557 pés).

## Demografia
Segundo o censo de 2001, Rohru tinha uma população de 6606 habitantes. Os indivíduos do sexo masculino constituem 59% da população e os do sexo feminino 41%. Rohru tem uma taxa de literacia de 76%, superior à média nacional de 59,5%: a literacia no sexo masculino é de 80% e no sexo feminino é de 71%. Em Rohru, 13% da população está abaixo dos 6 anos de idade.